# Vjekoslav Perica
Vjekoslav Perica (Spalato, 11 luglio 1985) è uno storico e giornalista croato, specializzato nella storia moderna delle religioni dell'ex Jugoslavia.

## Biografia
Dopo un passato da talentuoso giocatore di basket nella prima squadra del KK Jugoplastika, nel 1980 si laureò presso la Facoltà di Giurisprudenza dell'Università di Spalato, iniziando a dedicarsi alla ricerca accademica.
Dal 1985 al 1990, Perica fu segretario del Comitato governativo per i rapporti con le comunità religiose. Dal 1988 al 1991 curò una rubrica sul settimanale di attualità croato Nedjeljna Dalmacija dal titolo "Religione e politica", con la quale ebbe modo di intervistare praticamente tutti i leader religiosi dell'ex Jugoslavia.
Licenziato senza giusta causa nel '90, si trasferì temporaneamente Stati Uniti per frequentare un master in scienze politiche (nel '94) e in storia (nel '95), cui seguì un dottorato in storia (nel '98), tutti conseguiti presso l'Università del Minnesota. La sua dissertazione dottorale intitolata Religious revival and ethnic mobilization in Yugoslavia, 1965–1991: A history of the Yugoslav religious question from the reform era to the civil war (Rinascita religiosa e mobilitazione etnica in Jugoslavia, 1965-1991: una storia della questione religiosa jugoslava dall'era delle riforme alla guerra civile) fu premiata dallo United States Institute of Peace e dalla Fondazione Harry Frank Guggenheim. Dal 1999 al 2007, collaborò come lettore ospite in varie università americane.
Ex ricercatore presso il Woodrow Wilson International Center for Scholars e lo United States Institute of Peace, nel 2002 pubblicò il volume Balkan Idols: Religion and Nationalism in Yugoslav States (Oxford University Press, New York). Nel 2007, Perica ottenne un contributo del programma statunitense Fulbright statunitense, per studiare a Belgrado, in Serbia.
Nel 2011/2012, ha vinto una borsa di studio presso l'Istituto olandese di studi avanzati in scienze umane e sociali di Wassenaar. Professore di storia all'Università di Rijeka, vive fra gli Stati Uniti e la nativa Croazia.

## Opere pubblicate
- Balkan Idols. Religion and Nationalism in Yugoslav States, New York and Oxford, Oxford University Press, 2002.
- Balkanski idoli. Religija i nacionalizam u jugoslovenskim državama. 1–2. Revised and expanded edition with a new foreword by the author. Translated to Serbian by Slobodanka Glišić and Slavica Miletić; Belgrade, Serbia; Biblioteka xx. vek, 2006.
- Mitovi nacionalizma i demokratija (with Darko Gavrilovic, Ljubiša Despotovic and Srdan Šljukic); Novi Sad, Serbia; Center for History, Democracy and Reconciliation, Faculty for European Political and Legal Studies, Grafomarketing; 2009.
- Sveti Petar i Sveti Sava: Sakralni simboli kao metafore povijesnih promjena; Belgrade, Serbia; Biblioteka XX vek, 2009.
- Nebeska Jugoslavija: interakcija političkih mitologija i pop-kulture; Belgrade, Serbia; Biblioteka XX vek, 2012.